# Sigrid Daub
Sigrid Daub (Pseudonym bzw. Geburtsname von Sigrid Loebe, * 23. September 1927 in Braunschweig; † 4. November 2020 in Bremen) war eine deutsche Religionspädagogin und Übersetzerin.

## Leben
Sigrid Daub absolvierte ein Studium der Theologie und Philosophie; 
anschließend wirkte sie als Religionspädagogin. Daneben übersetzte sie erzählende Literatur, Kinder- und Jugendbücher sowie Hörspiele aus dem Dänischen und Norwegischen ins Deutsche.
Sigrid Daub lebte zuletzt in Bremen. Sie war Mitglied im Verband deutschsprachiger Übersetzer literarischer und wissenschaftlicher Werke, VdÜ. 
Sie war seit 1953 mit dem Schauspieler und Regisseur Horst Loebe verheiratet und hatte zwei Söhne.

## Übersetzungen
- Tania Blixen: Briefe aus Afrika, Stuttgart 1988
- Tania Blixen: Mottos meines Lebens, Stuttgart 1991
- Bergit Forchhammer: Abschied von Luise, Köln 2001
- Karen Gershon: Das Unterkind, Reinbek bei Hamburg 1992
- Bjarne Reuter: "So einen wie mich kann man nicht von den Bäumen pflücken", sagt Buster, Aarau 1986
- Clara Selborn: Die Herrin von Rungstedlund, Stuttgart 1993